# Starzel (Neckar)
Die Starzel ist ein knapp 43 km langer rechter Nebenfluss des Neckars in den beiden baden-württembergischen Landkreisen Zollernalb und Tübingen.

## Name
Das Gewässer wurde im Jahr 1336 („die vischenze an der Starzel“) erstmals schriftlich erwähnt. Im Germanischen bedeutet *Startalō in etwa „die rasch Fließende“.

## Geographie

### Verlauf
Die Starzel entsteht unmittelbar am Albtrauf an der Europäischen Wasserscheide, rund drei Kilometer südlich von Hausen im Killertal, einem Stadtteil von Burladingen, weniger als einen halben Kilometer nördlich des zu Albstadt gehörenden, in der beginnenden Talmulde liegenden Weilers Neuweiler. Auf den ersten etwa zwei Kilometern von dort bis zu einem namenlosen rechten Zufluss etwas über einen Viertelkilometer vor Hausen wird sie Weilerbach genannt, danach dauerhaft Starzel.

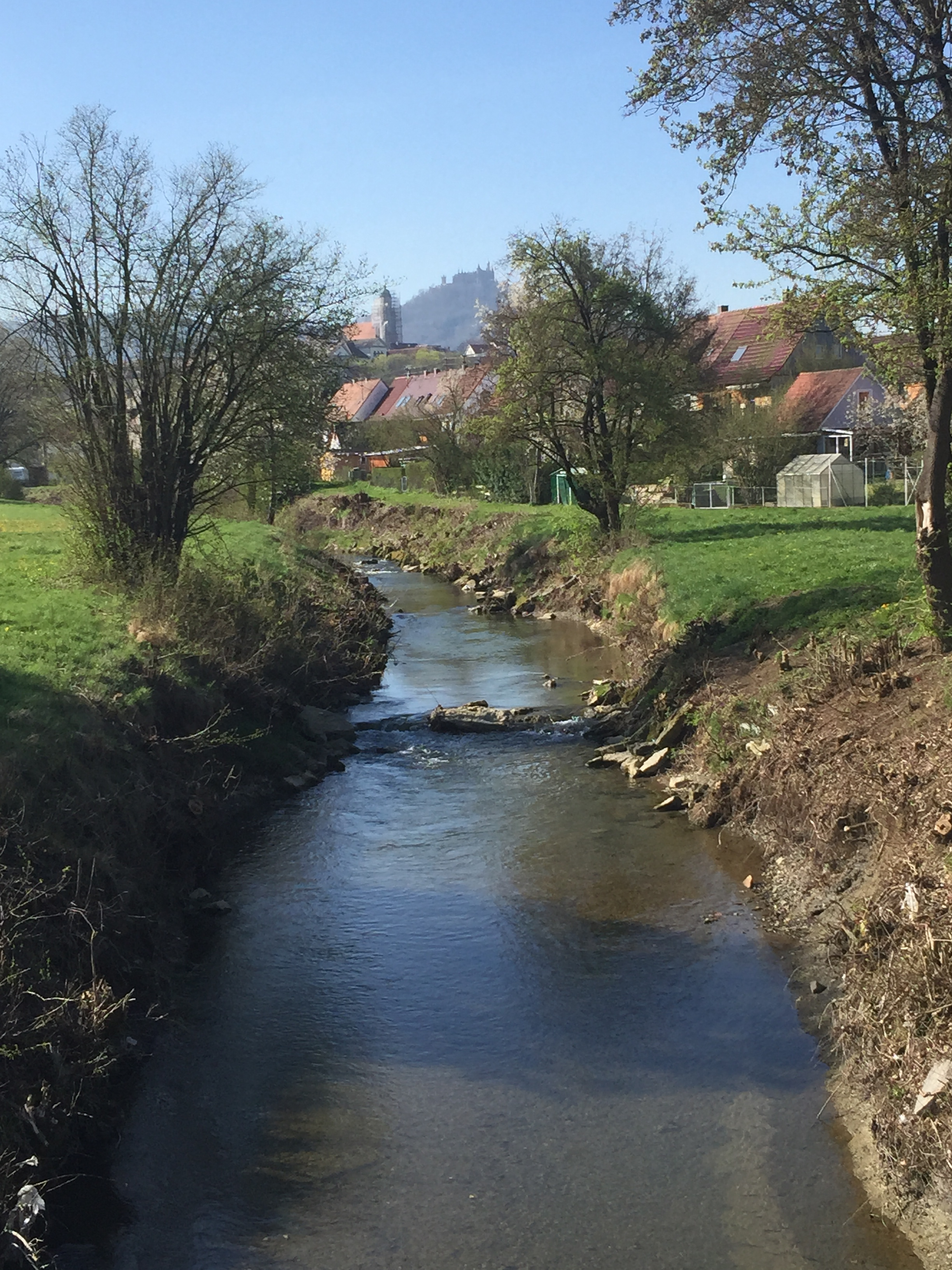
Die Starzel in Hechingen mit Stiftskirche und Burg Hohenzollern
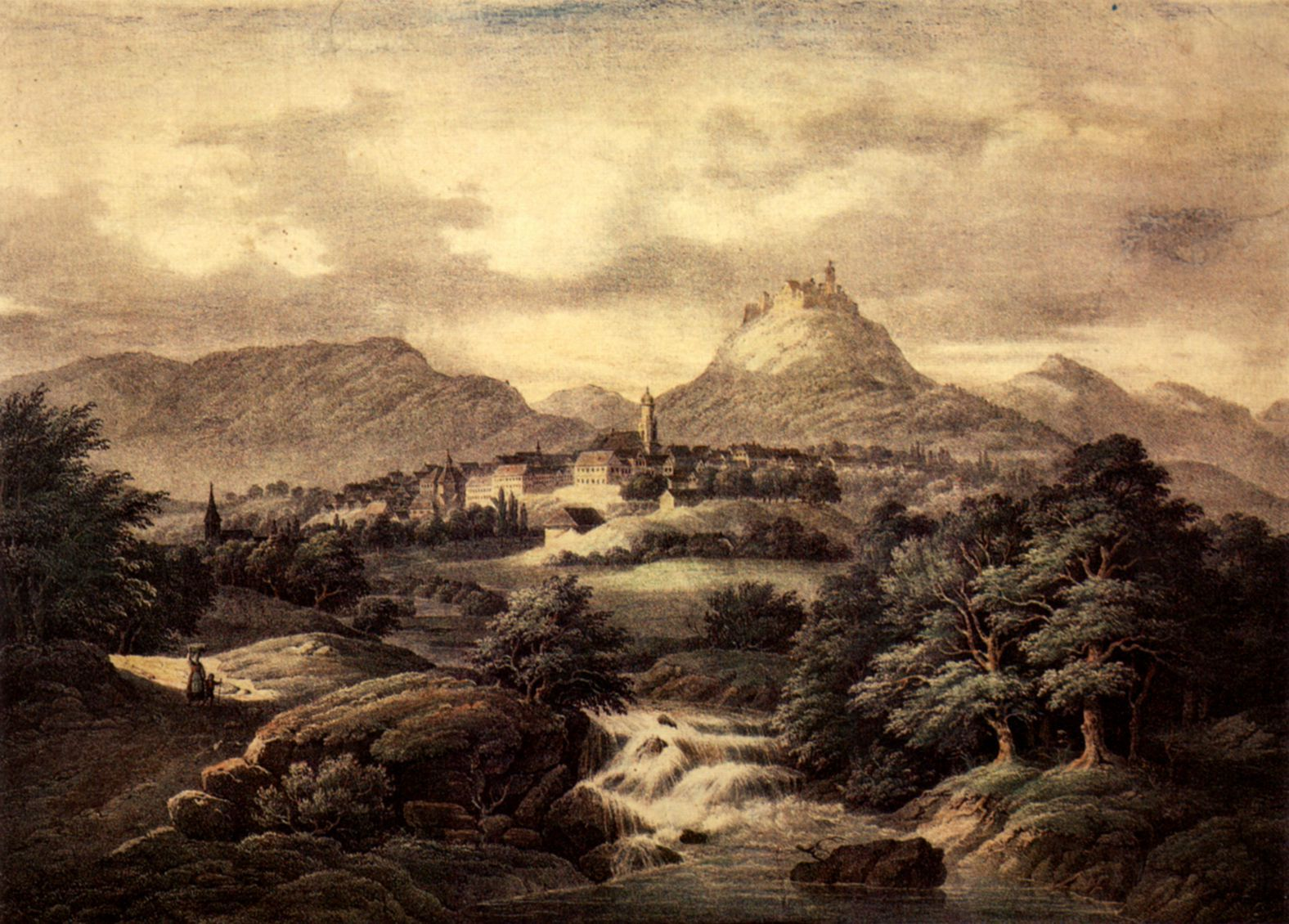
Dieselbe Sicht auf einem Gemälde aus dem 19. Jahrhundert

Aus historischen Gründen wird das erste, rund 14 Kilometer lange Drittel des Tals der Starzel vom Nordrand der Schwäbischen Alb bis nach Hechingen Killertal genannt, nach dem Dorf Killer, dessen Pfarrei für den ganzen Talabschnitt zuständig war. Dessen Name lautete ursprünglich Kilwilar, eine Zusammensetzung der Worte für Kirche und für Weiler im örtlichen alemannischen Dialekt.
Bei Hechingen wird die Starzel auf der linken Seite vom Reichenbach gespeist. Sie fließt dort schon mehr westwärts und wird dann beim Stauffenburger Hof wiederum von der linken Seite durch ihren längsten Zufluss, den Zimmerbach, verstärkt.
Nachdem sie Rangendingen passiert hat, wendet sie sich wieder mehr nach Norden. Sie mündet schließlich in Bieringen auf einer Höhe von 354 m ü. NHN von rechts in den oberen Neckar.

### Zuflüsse
Liste von Zuflüsse mit Zuflussseite, Zuflussort, Länge (inklusive Hauptstrang-Oberläufe) und Einzugsgebiet, wo verfügbar. Andere Quellen sind vermerkt.
Auswahl.
- (Bach vom Tannenwald), von rechts an einem Einzelhaus von Burladingen-Hausen im Killertal im Gewann Wolfsgrube, 1,3 km und ca. 1,3 km²
An diesem Zufluss wechselt der Gewässername von Weilerbach zu Starzel.
- (Bach aus dem Göckeleswald), von links im beginnenden Hausen im Killertal, 1,3 km und ca. 1,9 km²
- Neubrunnen, von rechts in Hausen, 1,9 km und ca. 3,3 km²
- Scharlenbach, von links in Burladingen-Starzeln, 3,5 km und 6,1 km²
- Goosbach, von links in Burladingen-Killer, 0,7 km und ca. 0,9 km²
- Lindenbach, von rechts in Killer, 1,9 km und ca. 1,2 km²
- Buchenbach, von rechts nach Killer, 1,9 km und 3,9 km²
- Hirschbach, von rechts vor Jungingen, 1,1 km und ca. 0,7 km²
- Sulzgraben, von rechts am Ortsbeginn von Jungingen, 0,8 km und ca. 0,3 km²
- Mühlbächle, von rechts in Jungingen, 1,8 km und ca. 2,2 km²
- Bernenbächle, von links am Ortsende von Jungingen, 2,3 km und 2,7 km²
- Lotterbächle, von links nach Jungingen, 1,4 km und ca. 0,9 km²
- Weilerbächle, von rechts an der Kommunalgrenze Jungingen/Hechingen-Schlatt, 1,0 km und ca. 0,5 km²
- Buchbächle, von rechts am Ortsbeginn von Schlatt, 1,2 km und ca. 1,1 km²
- Wettbächle, von links in Schlatt, 1,1 km und ca. 0,4 km²
- Heiligenbach, von rechts in Schlatt, 3,7 km und 5,7 km²
- (Bach von der Ständerhalde), von links gleich nach Schlatt, 1,0 km und ca. 0,3 km²
- Münchbach, von rechts an der Gemarkungsgrenze Schlatt/Hechingen, 2,4 km und ca. 1,2 km²
- (Bach vom Klosterhäule), von links, 1,1 km und ca. 0,3 km²
- Wolfenbach, von rechts kurz vor Stetten bei Hechingen, 2,4 km und 1,5 km²
- Reichenbach, von links in Hechingen, 9,5 km und 19,4 km²[LUBW 4]
- Feilbach, von links in Hechingen, 1,6 km und ca. 1,3 km²
- (Bach vom Weilheimer Weg), von links in Hechingen, 0,9 km und ca. 0,5 km²
- Bräunestall, von links in Hechingen, 1,3 km und ca. 0,4 km²
- Sulzbach, von links in Hechingen, 2,0 km und ca. 1,1 km²
- Ettenbach, von rechts Ortsende von Hechingen zur Gemarkung von Hechingen-Stein, 4,5 km und 5,5 km²
- Winterhaldenbach, von rechts am Ortsende von Stein, 3,0 km und 1,9 km²
- Tufelbach, von rechts nach Stein, 0,7 km und ca. 0,3 km²
- (Bach aus den Tieräckerwiesen), von links, 1,9 km und ca. 1,0 km²
- Zimmerbach, von links bei Hechingen-Stauffenburger Hof, 12,1 km und 25,4 km²
- Ramsbach, von rechts, vor der Gemeindegrenze Hechingen/Rangendingen, 2,2 km und ca. 1,8 km²
- (Bach von der Rauhalde), von rechts am Ortsanfang von Rangendingen, 1,4 km und ca. 0,6 km²
- Mönchgraben, von rechts gegenüber Rangendingen, 1,9 km und ca. 1,4 km²
- Talbach, auch Dorfbach, von links auf etwa 413 m ü. NHN am Ortsende von Rangendingen, 6,2 km und 9,7 km²
- Sendelgraben, von links nach Rangendingen, 3,4 km und 1,4 km²
- Bruckbach, von links nach Rangendingen, 3,6 km und 4,6 km²
- Omengraben, von links an der Gemarkungsgrenze Rangendingen/Rangendingen-Höfendorf, 4,2 km und 3,5 km²
- Ganggraben, von rechts bei Rangendingen-Bietenhausen, 2,4 km und 5,1 km²
- Tobelsgraben, von links an der Kreisgrenze bei Hirrlingen-Untere Mühle, 2,5 km und 9,8 km²
- (Bach aus dem Katzental), von links nahe Wachendorf, 1,0 km und 1,3 km²
- Haldengraben, von rechts bei Rottenburg am Neckar-Frommenhausen, 0,6 km und ca. 2,0 km²

### Orte

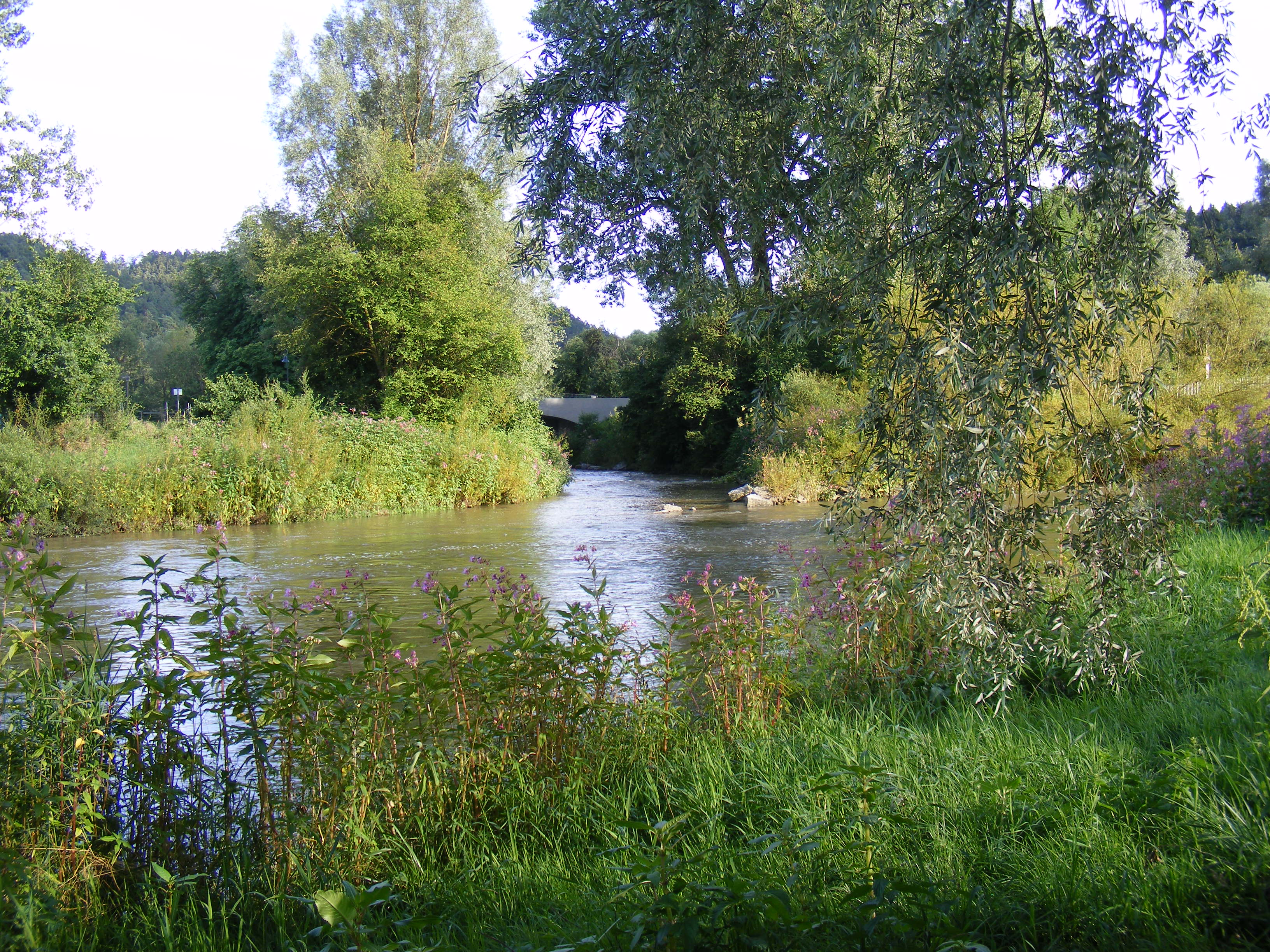
Die Starzel fließt in Bieringen in den Neckar

Auf ihrem rund 41 Kilometer langen Weg nach Nordwesten durchquert bzw. streift die Starzel folgende Städte und Ortschaften:
- Hausen im Killertal (Burladingen)
- Starzeln (Burladingen)
- Killer (Burladingen)
- Jungingen
- Schlatt (Hechingen)
- Hechingen
- Stein (Hechingen)
- Rangendingen
- Hirrlingen
- Bietenhausen (Rangendingen)
- Bieringen (Rottenburg)

In der Ortschaft Bieringen (Stadtteil von Rottenburg) fließt die Starzel in den Neckar.

## Geologie und Geomorphologie

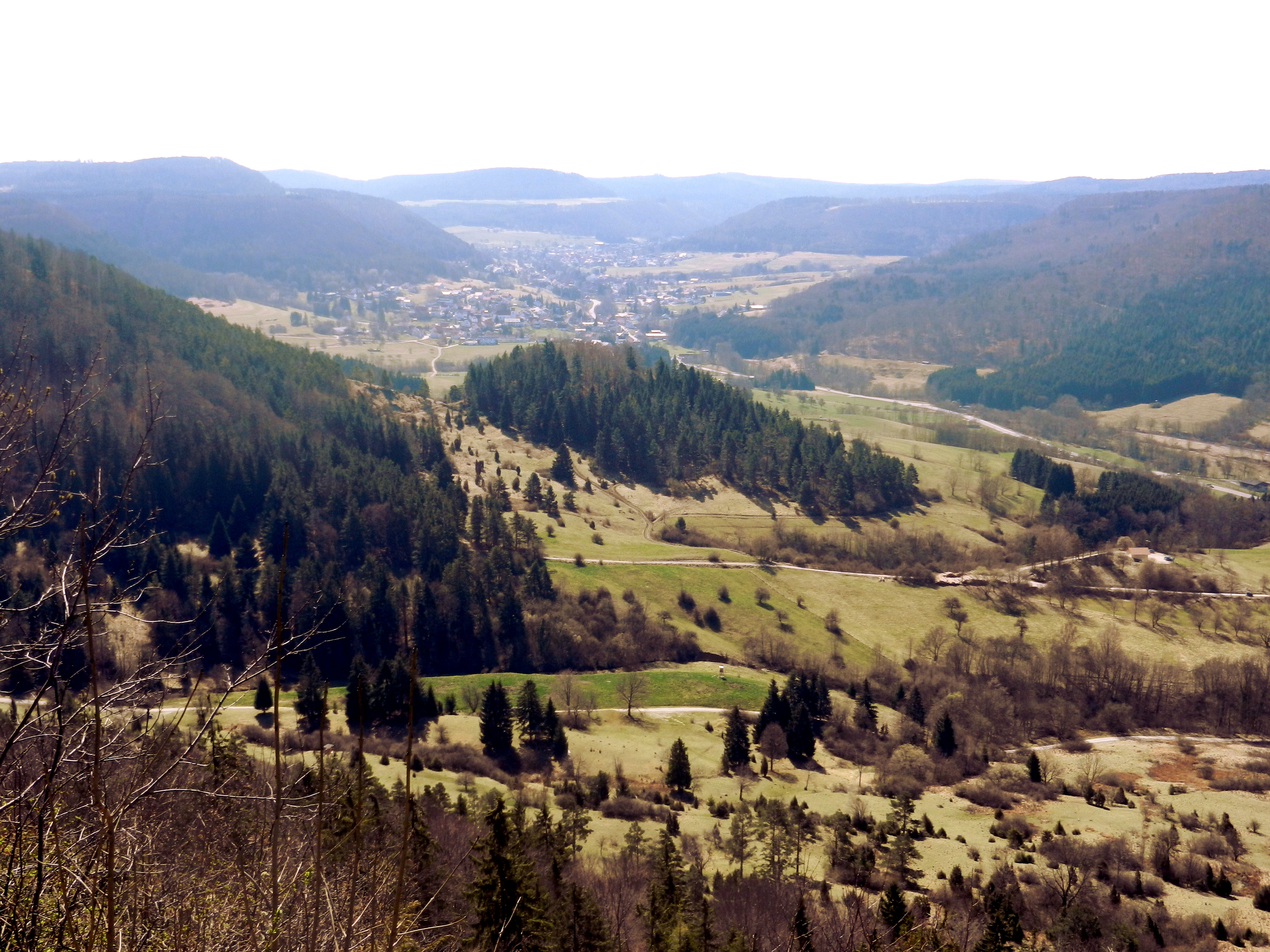
Das in ihrem Oberlauf „Killertal“ genannte Tal der Starzel (Blick talaufwärts). Von vorne die Dörfer Killer, Starzeln und Hausen im Killertal, alles Stadtteile von Burladingen.

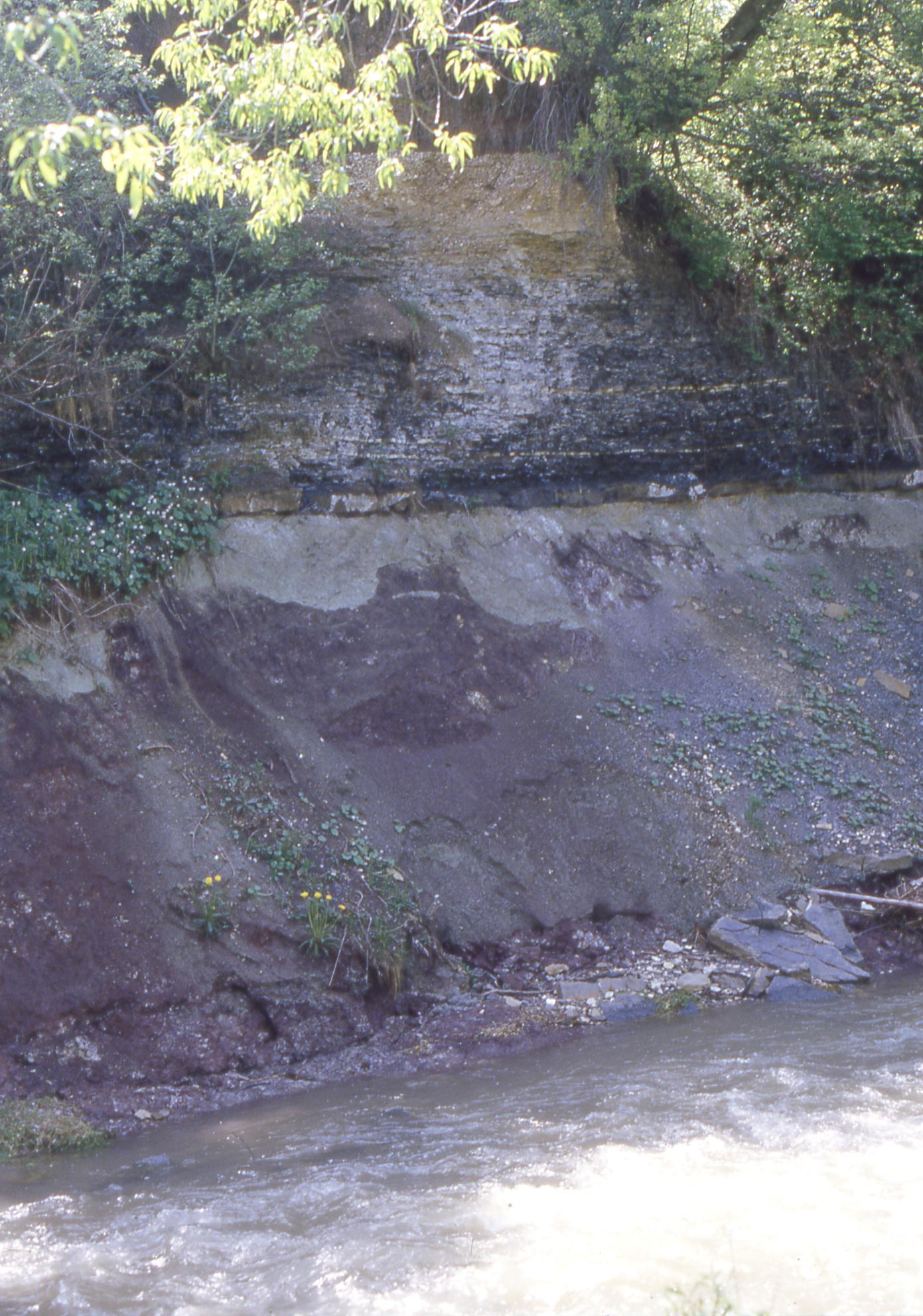
Starzelprallhang bei Hechingen-Stein mit Grenzaufschluss zwischen Jura und Keuper

Vom Weißen Jura bis zum Muschelkalk durchläuft die Starzel sämtliche Schichten des Jura und etwa zwei Drittel der Trias. Ihr Tal entstand durch rückschreitende Erosion, indem sich der Bach von Nordwesten immer weiter in die Schichtstufen der Schwäbischen Alb und ihres Vorlandes eingeschnitten hat. Das Tal der Starzel greift elf Kilometer weit in die Hochfläche der Schwäbischen Alb ein und wird im Westen vom 957 m ü. NHN hohen Raichberg und im Osten vom bis zu 840 m ü. NHN hohen Heufeld flankiert. Es beginnt mit dem Quellgebiet der Starzel und ihrer Nebenbäche an der Wasserscheide zwischen dem Flusssystem des Rheins und dem der Donau.
Eine Besonderheit sind die sogenannten Wasserfallschichten (weicher Opalinuston, Oberer Abschnitt des Unter-Aalenium). Zwischen Jungingen und Schlatt hat sich ein Wasserfall gebildet, die Junginger Gieß, hinter dem sich die Starzel ca. sechs Meter in die weiche Braunjuraschicht erodiert hat Auf weiten Strecken bewegt sie sich in einem naturnahen Bachbett. Zwischen Jungingen und Hechingen hat sie sich schluchtartig eingetieft.

## Starzelhochwasser 2008
Am Abend des 2. Juni 2008 kam es bei einem Gewitter zu schweren Regenfällen und Überflutungen, in deren Folge drei Frauen ertranken, zwei in Jungingen und eine in Hechingen. Das „Killer valley“ machte so internationale Schlagzeilen. Für die Beseitigung der materiellen Schäden wurden den Betroffenen rund 3,4 Millionen Euro ausgezahlt, davon 1,5 Millionen aus Spenden und 1,8 Millionen von Seiten des Landes Baden-Württemberg. Damit wurde der gesamte angemeldete Bedarf abgedeckt.

## Hochwasserschutz
Infolge der Katastrophe 2008 wurde 2013 der Zweckverband Hochwasserschutz Starzeltal gegründet. Geplant war der Bau und Betrieb von sechs Hochwasserrückhaltebecken an Nebenbächen der Starzel, Mauern und Dämmen entlang der Starzel und einiger ihrer Nebengewässer sowie eines Frühwarnsystems. Das größte ist das Hochwasserrückhaltebecken Reichenbach.

## Schutzgebiete
Die Starzel durchfließt mehrere Schutzgebiete, im Oberlauf das Landschaftsschutzgebiet Oberes Starzeltal und Zollerberg, das mit einer Fläche von 8746 Hektar Anteil an den Markungen der Gemeinden Bisingen, Burladingen, Hechingen und Jungingen hat. Es wurde durch Verordnung des Landratsamts Hechingen vom 19. Dezember 1972 eingerichtet und hat die Schutzgebietnummer 4.17.048. In ihm liegt der Zollerberg, ein Zeugenberg der Schwäbischen Alb mit der Burg Hohenzollern.
Es folgt das Landschaftsschutzgebiet Mittleres Starzeltal. Auf den Gemarkungen Hechingen und Rangendingen gelegen, wurde es vom Landratsamt Hechingen am 10. Oktober 1963 mit einer Fläche von 1293 Hektar (Schutzgebietsnummer 4.17.046) verordnet.
Unterhalb von Bietenhausen streift die Starzel das Naturschutzgebiet Kapfhalde (11,8 Hektar, Verordnung des Regierungspräsidiums Tübingen vom 9. Mai 1983, NSG-Nummer 4.104), das an einem rechten Prallhang liegt.

## Wasserkraftwerk

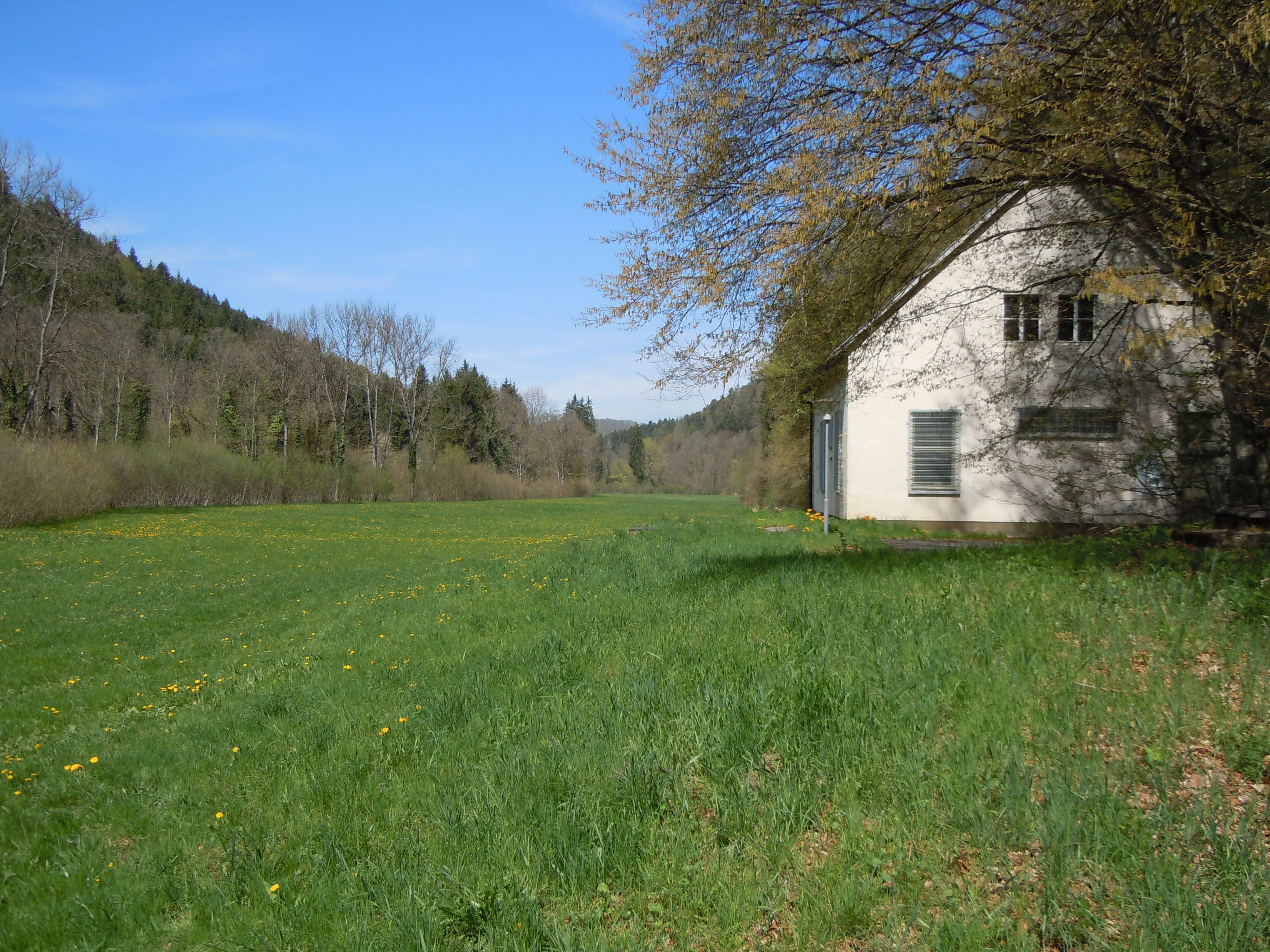
Kraftwerksgebäude

Nachdem das Wasserkraftwerk Starzel an der Burgmühle westlich des Rottenburger Stadtteils Frommenhausen in Stand gesetzt worden war, ging es im August 2014 wieder in Betrieb. Das für Fische und andere Wassertiere unpassierbare Stauwehr aus den 1910er Jahren wurde durch eine Raue Rampe (Lage) ersetzt. Das gestaute Wasser fließt durch einen etwa einen Kilometer langen unterirdischen Kanal zum Kraftwerksgebäude (Lage). Die Rechenanlage am Kanaleinlauf hat einen Stababstand von 15 Millimetern. Dadurch wird verhindert, dass Fische in den Kraftwerkskanal geraten. Eine Durchströmturbine erzeugt eine Leistung von 18 kW bei einer Fallhöhe von 5,8 Metern. Der Betrieb der Anlage erfolgt durch die Stadtwerke Rottenburg.

## Besonderheiten
Der Name der am Unterlauf gelegenen Gemeinde Starzach wurde von den beiden sie begrenzenden Flüsschen Starzel und Eyach abgeleitet.

### LUBW
Amtliche Online-Gewässerkarte mit passendem Ausschnitt und den hier benutzten Layern: Karte von Lauf und Einzugsgebiet der Starzel

Allgemeiner Einstieg ohne Voreinstellungen und Layer: Daten- und Kartendienst der Landesanstalt für Umwelt Baden-Württemberg (LUBW) (Hinweise)
1. ↑  Höhe nach dem Höhenlinienbild auf dem Hintergrundlayer Topographische Karte.
2. ↑  Höhe durch Interpolation zwischen zwei in Blau beschrifteten Höhendreiecken im Neckarlauf ober- und unterhalb der Mündung auf dem Hintergrundlayer Topographische Karte.
3. 1 2  Länge nach dem Layer Gewässernetz (AWGN).
4. 1 2  Einzugsgebiet aufsummiert aus den Teileinzugsgebieten nach dem Layer Basiseinzugsgebiet (AWGN).
5. ↑  Einzugsgebiet nach dem Layer Basiseinzugsgebiet (AWGN).

### Andere Belege
1. ↑  Friedrich Huttenlocher: Geographische Landesaufnahme: Die naturräumlichen Einheiten auf Blatt 178 Sigmaringen. Bundesanstalt für Landeskunde, Bad Godesberg 1959. → Online-Karte (PDF; 4,3 MB)
2. ↑  Ministerium für Umwelt, Klima und Energiewirtschaft Baden-Württemberg: Ausbaupotenzial der Wasserkraft bis 1.000 KW im Einzugsgebiet des Neckars unter Berücksichtigung ökologischer Bewirtschaftungsziele, Mai 2011, S. 8, abgerufen am 8. Oktober 2014 (PDF, 1,9 MByte). Mit geringfügig vom LUBW-Wert abweichendem Einzugsgebiet von 178,1 km².
3. ↑  Albrecht Greule: Deutsches Gewässernamenbuch. Walter de Gruyter, Berlin / Boston 2014, ISBN 978-3-11-057891-1, S. 512, „Starzel/Starzlach/Starzlen, die“ (Auszug in der Google-Buchsuche).
4. ↑  LGRB-Steckbrief Geotop Wasserfall und Schichtstufen der Starzel bei Schlatt:
5. ↑  Spiegel Online: Verheerende Überschwemmungen – Drei Menschen ertrinken bei Unwetter-Inferno im Killertal
6. ↑  Staatsanzeiger Nr. 12 vom 3. April 2009, Seite 12.
7. ↑  www.hechingen.de
8. ↑  www.hechingen.de
9. ↑  http://www2.lubw.baden-wuerttemberg.de/public/abt2/dokablage/oac_12/kurzbeschreibung/4/4104.htm.
10. ↑  Starzeltal: Der Strom fließt wieder, S. 12 (PDF, 2,2 MByte) rojournal, Nov. 2014
11. ↑  Informationstafel am Kraftwerksgebäude